# Фомин, Сергей Никифорович
Сергей Никифорович Фомин (1740 — не ранее 1810) — генерал-лейтенант, комендант Динабургской крепости.

## Биография
Родился в 1740 году, происходил из солдатских детей Риги. 23 мая 1753 года был записан на военную службу в Эзельский пехотный полк Рижского гарнизона и через пять дней назначен ротным писарем.
4 апреля 1757 года Фомин был переведён в 1-й гренадерский полк, в рядах которого принял участие в Семилетней войне. 27 февраля 1759 года произведён в подпрапорщики. Далее Фомин сражался с пруссаками при Пальциге и Кунерсдорфе и участвовал в занятии Берлина. 22 ноября 1761 года Фомин получил чин сержанта.
В кампаниях 1764—1768 годов против польских конфедератов Фомин был в сражениях под Слонимом, Торном и при штурме Бара. За отличие при взятии Кракова Фомин получил Высочайшее благоволение.
1 января 1769 года Фомин был произведён в прапорщики и переведён в Санкт-Петербургский пехотный полк. В этом полку он участвовал в кампаниях 1769—1774 годов против турок на Дунае. Произведённый 1 января 1770 года в подпоручики, Фомин затем участвовал в сражении при Ларге и штурме Измаила. За боевые отличия он 1 января 1771 года получил чин поручика. В последующих боях Фомин отличился под Силистрией и 22 сентября того же года стал капитаном.
1 января 1786 года Фомин был произведён в секунд-майоры, а в следующем году вновь выступил с полком против Турции. За отличие при осаде Хотина он 14 июля 1788 года был произведён в премьер-майоры. В кампании следующего года Фомин находился при осаде Бендер.
В 1790 году Фомин был назначен состоять обер-кригс-комиссаром при 3-й дивизии Украинской армии, 13 апреля 1792 года был переведён в Ярославский пехотный полк. 26 ноября 1795 года за беспорочную выслугу 25 лет в офицерских чинах Фомин был награждён орденом св. Георгия 4-й степени (№ 1245 по кавалерскому списку Григоровича — Степанова). 26 ноября 1796 года по причине упразднения секунд- и премьер-майорских чинов Фомин был переименован в майоры, а 30 апреля 1797 года произведён в подполковники с назначением командиром Ярославского мушкетёрского полка. Однако полком Фомин командовал менее года, поскольку 19 марта 1798 года он, с производством в полковники, был назначен комендантом Динабурга и шефом Динабургского гарнизонного батальона.
21 февраля 1799 года Фомин был произведён в генерал-майоры. 4 марта 1800 года уволен в отставку с производством в генерал-лейтенанты и ношением мундира.
Точная дата смерти Фомина неизвестна, но он, согласно «Придворному месяцеслову» за 1810 год (с. 149) ещё числится в живых.